# Oliver Palotai
Oliver Palotai (* 17. března 1974 Sindelfingen) je německý heavymetalový hudebník, kytarista a klavírista.

## Kariéra
Od roku 2001 působil jako klávesista a kytarista s Doro Pesch. Od roku 2004 hraje na klávesy ve skupině Uli Jon Roth a současně působil ve skupině Circle II Circle a Blaze Bayley. Ve skupině Blaze Bayley nastoupil jako náhradník za kytarystu Johna Slatera. V roce 2005 se přidal ke skupině Kamelot, s nimiž se účastnil turné a po něm se stal jejich stálým členem. V lednu 2007 opustil skupinu Blaze Bayley a téhož roku založil vlastní skupinu Sons Of Seasons. Na severoamerickém turné v roce 2010 hrál také jako klávesista s holandskou symphonic-metalovou skupinou Epica.
Jeho přítelkyní je Simone Simonsová, zpěvačka skupiny Epica. Je diplomovaným učitelem hudby a profesionálním hudebníkem. Diplom získal na Vysoké škole hudební v Norimberku-Augsburku.

## Skupiny
- Doro (2001-2009)
- Uli Jon Roth (2004-)
- Blaze Bayley (2004–2007)
- Kamelot (2005-)
- Sons Of Seasons (2007-)
- Epica (2010)